# 6334 Роблеонард
6334 Роблеонард (6334 Robleonard) — астероїд головного поясу, відкритий 27 червня 1992 року.
Тіссеранів параметр щодо Юпітера — 3,519.